# Franciscus Theodorus Johannes Hubertus Dobbelmann
Franciscus Theodorus Johannes Hubertus Dobbelmann (Nijmegen, 8 augustus 1830 - aldaar, 18 december 1912) was een Nederlands ondernemer en politicus.
Dobbelmann was een Nijmeegse zeepfabrikant, die tot de vooraanstaande katholieke Tweede Kamerleden behoorde. Hij leidde na de dood van Haffmans de katholieke Kamerclub. Zoals vrijwel al zijn katholieke medeleden was hij een voorstander van protectionisme om de Nederlandse industrie en landbouw te beschermen. In de Kamer hadden handel, belastingen en nijverheid dan ook zijn voornaamste belangstelling.
Hij was de vader van het Eerste Kamerlid Pierre Dobbelmann.